# Nils Bergström (friidrottare)
Nils Verner Dominick Bergström,  född 24 mars 1909 i Landskrona, död 16 maj 1968 i Osby,  var en svensk veterinär, som blev svensk mästare i höjdhopp 1934. Han tävlade även i mångkamp. 
Nils Bergström växte upp i Falkenberg, där hans far var banktjänsteman. Under studietiden i  Stockholm tävlade han för SoIK Hellas. 
Nils Bergström är gravsatt jämte sin hustru på Osby kyrkogård.